# Скорость обращения денег

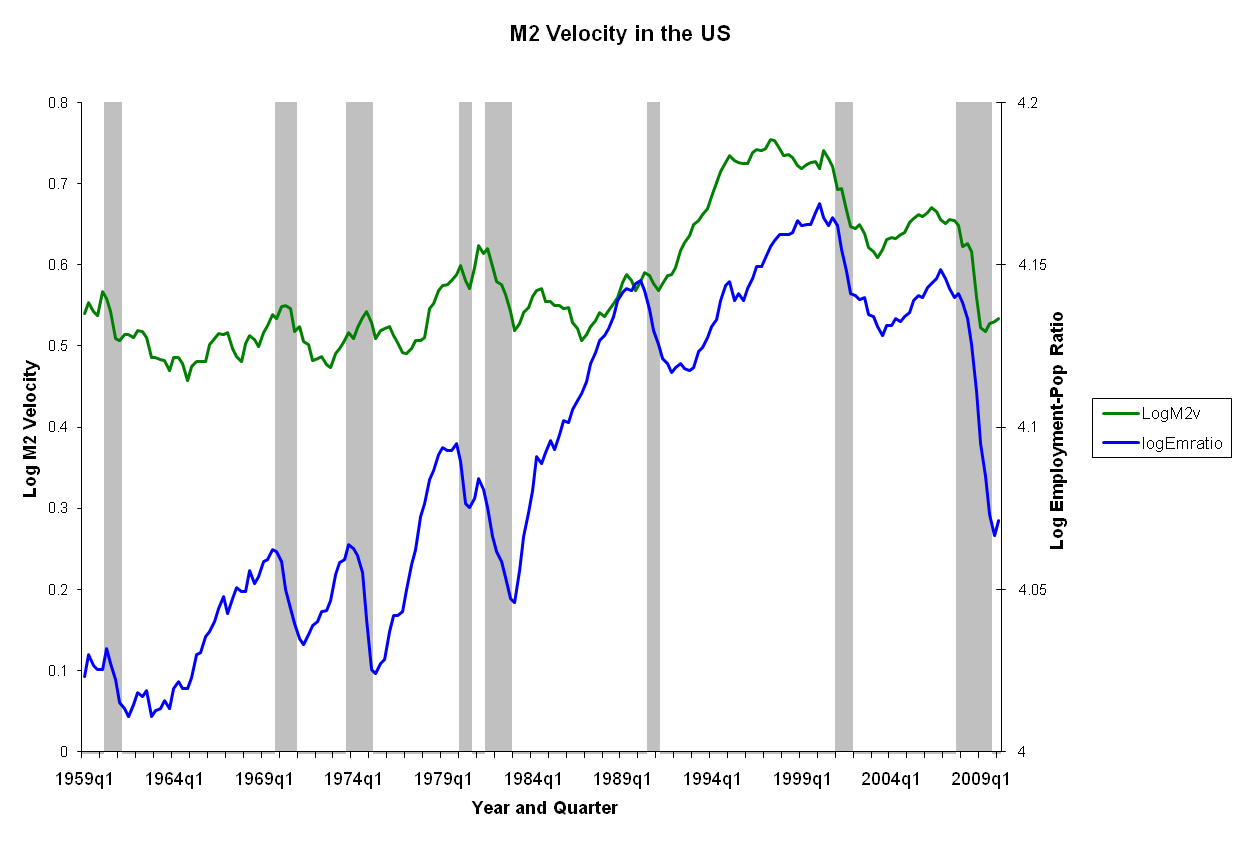
График демонстрирует динамику скорости обращения американского агрегата М2 (зелёная кривая). Скорость М2 нестабильна и коррелирована с уровнем занятости лиц трудоспособного возраста (синяя кривая), который является показателем жизнеспособности экономики. И объём М2, и указанный уровень снижаются в периоды рецессии (отмечены серыми полосами). Паттерн противоречит количественной теории денег, сторонники которой утверждают, что скорость обращения денег стабильна и детерминирована конъюнктурой лишь в небольшой степени.

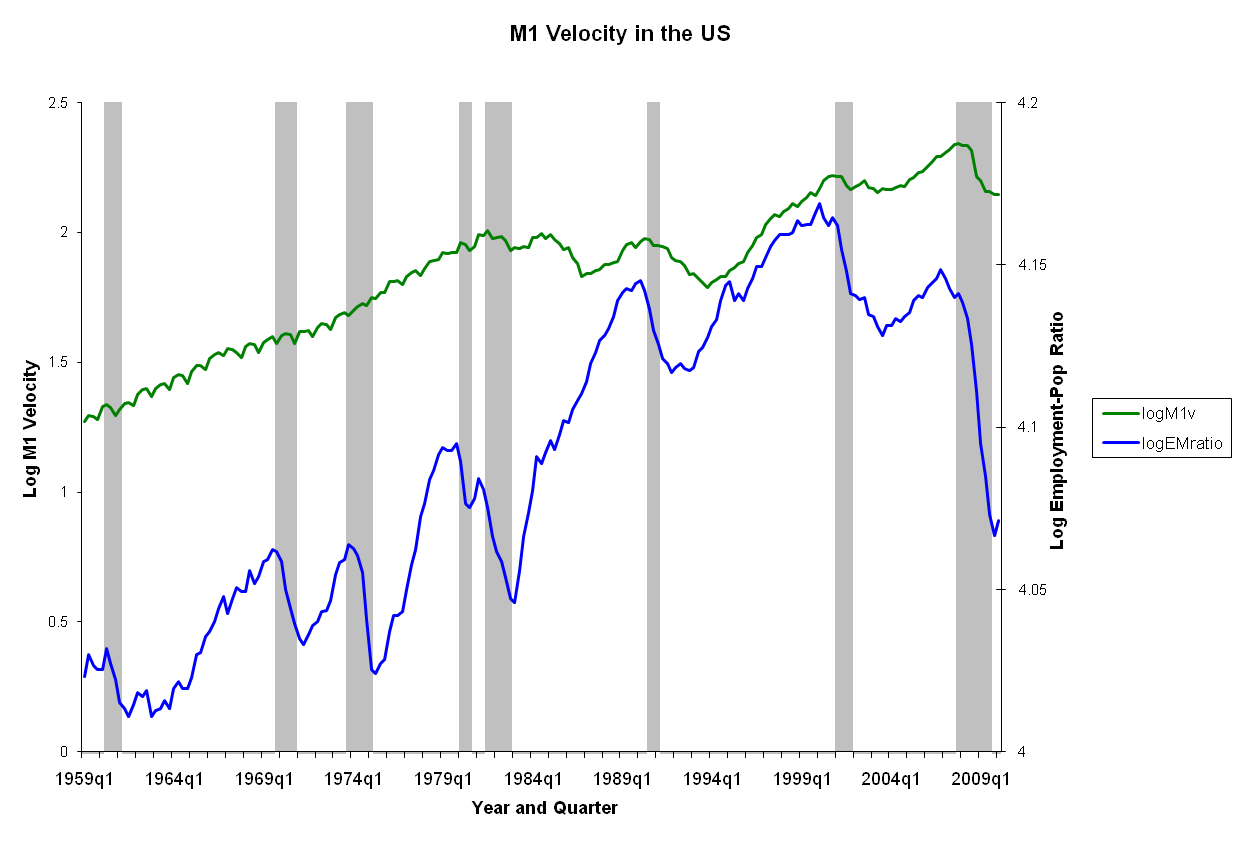
Схожий график, демонстрирующий динамику скорости обращения меньшего агрегата М1 (наличные деньги + депозиты до востребования + чеки + электронные деньги).

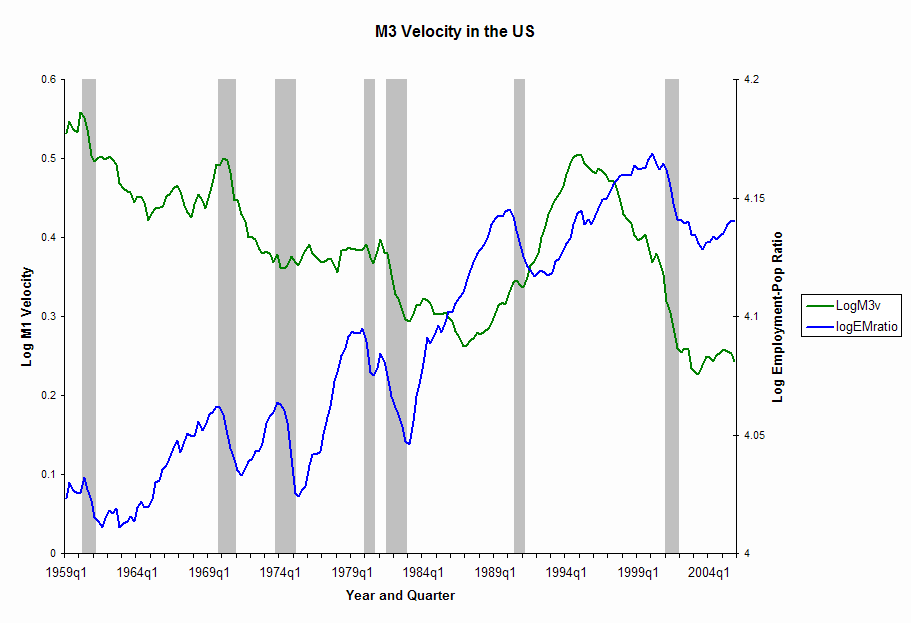
Схожий график, демонстрирующий динамику скорости обращения большего агрегата М3 (М2 + крупные срочные депозиты). США более не публикуют измерения М3, поэтому приведены данные до 2005 г.

Скорость обращения денег (англ. velocity of money, velocity of circulation) — средняя частота, с которой денежная единица используется для покупки товаров и услуг за определённый период времени. Скорость обращения денег во многом зависит от объёмов экономической активности при заданной денежной массе. Если период времени заявлен, скорость может быть представлена числом. В противном случае показатель должен быть задан в форме число за период времени.

## Пример
Представим небольшую экономику с денежной массой, равной $50. Фермер и механик — единственные экономические агенты — торгуют друг с другом и совершают три сделки в год:
- Фермер тратит $50 на починку трактора.
- Механик покупает зерна на $40.
- Механик платит фермеру $10 за содержание своих кошек.

Суммарная стоимость сделок составляет $100 при денежной массе в $50. Данная ситуация стала возможной, так как каждый доллар был потрачен в среднем дважды за год. Следовательно, скорость обращения денег в этом случае — 2 в год. Обратите внимание, что если бы фермер приобрёл подержанный трактор или подарил бы зёрна механику, эти действия не оказали бы влияния на величину скорости обращения. При подсчёте скорости учитываются только те транзакции, которые учитываются и при подсчёте ВВП.

## Непрямое измерение
На практике обычно применяются непрямые методы измерения скорости обращения:
{\displaystyle V_{T}={\frac {nT}{M}}}
где
{\displaystyle V_{T}} — скорость обращения денег для всех транзакций;
{\displaystyle nT} — сумма транзакций в номинальном исчислении;
{\displaystyle M} — денежная масса.
(руководствуясь принципами классической дихотомии, {\displaystyle nT} можно представить как произведение {\displaystyle P\cdot T} уровня цен {\displaystyle P} и реальной совокупной стоимости транзакций {\displaystyle T})
Величины {\displaystyle nT} и {\displaystyle M} позволяют рассчитать {\displaystyle V_{T}}.
При исследовании конкретной экономики интерес представляют затраты на конечный выпуск. Можно записать следующее отношение:
{\displaystyle V={\frac {nQ}{M}}}
где
{\displaystyle V} — скорость для транзакций, учитываемых при подсчёте национального или внутреннего продукта;
{\displaystyle nQ} — номинальный национальный или внутренний продукт.
(как и в случае с {\displaystyle nT}, по классической дихотомии {\displaystyle nQ} можно рассчитать как произведение {\displaystyle P\cdot Q}.)

## Детерминанты
Взгляды представителей различных научных школ на детерминанты скорости обращения денег разнятся. Сторонники количественной теории утверждают, что при отсутствии инфляционных (дефляционных) ожиданий скорость будет стабильна. Инфляционные же ожидания не могут возникнуть без сигнала о том, что общие цены изменились или изменятся. Эта точка зрения была опровергнута резким снижением скорости обращения во время японского «потерянного десятилетия» и всемирной рецессии конца 2000-х гг. Авторы монетарной политики предприняли массивное расширение денежной массы, однако вместо увеличения номинального ВВП, как предсказывала теория, произошло падение скорости обращения. Номинальный ВВП же остался практически на том же уровне.
Некоторые ошибочно воспринимают понятие скорости обращения, считая, что она представляет собой временной период между получением дохода и его тратой. Величина доли дохода, идущей на потребление, отчасти определяет объём ВВП, но когда именно происходит трата — несущественно. Люди могут совершать крупные траты через долгое время после получения дохода, храня его в неденежных формах (акции, облигации).
Тезис о неизменности скорости обращения денег Пол Самуэльсон прокомментировал следующим образом:

Руководствуясь положениями количественной теории денег, мы можем сказать, что скорость циркуляции денег не остаётся неизменной. «Можно привести лошадь к воде, но нельзя заставить её пить.» Вы можете вбросить деньги в систему, обменяв их на правительственные облигации, близкий аналог денег; однако вы не можете заставить деньги обращаться среди новых товаров и услуг.
В Советском Союзе предпринимались целенаправленные усилия по увеличению скорости обращения денег путем установления т. н. "лимита кассы" - предприятия, организации и учреждения, получавшие от населения наличную выручку, должны были инкассировать (т. е. сдавать в банк) в тот же день практически 100% полученной наличной выручки; процент допустимого расходования наличной выручки устанавливался законодательно. Как указывает в своих воспоминаниях народный комиссар финансов Арсений Зверев, принудительное (т. е. на уровне нормативно-правовых актов, а не на уровне соглашения организация-банк) установление лимита кассы было мерой, направленной на повышение скорости обращения денег с целью сокращения необходимого количества наличных денег в обороте.

## Критика
Представитель либертарианского направления Генри Хэзлитт раскритиковал концепцию. По его мнению, уравнение модели не учитывает психологические эффекты, играющие значимую роль при оценке денег. В качестве примера он показал, что в периоды инфляции, когда только появляются новые деньги, темп роста уровня цен ниже, чем темп роста денежной массы. Однако по прошествии некоторого времени уровень цен возрастает в куда большей пропорции, нежели масса денег. Хэзлитт утверждает, что причина этого явления кроется не в изменении скорости обращения денег, а скорее в расхождениях действий индивидов, вызванных «страхами… о том, что инфляция продолжится в будущем и стоимость денежной единицы будет падать и дальше». Экономист предложил альтернативу количественной теории денег и концепции скорости обращения денег как её неизбежному следствию. Он поясняет, что денежную массу изменяет количество денег, которую население держит в наличной форме, а вовсе не скорость обращения. Не скорость обращения определяет стоимость валюты, а сумма индивидуальных оценок валюты детерминирует скорость.
Критика Людвига фон Мизеса более философична. Экономист говорил: «Главный недостаток концепции скорости оборота денег в том, что действия индивидов не являются её исходной точкой, проблема рассматривается с точки зрения всей экономической системы. Сама концепция представляет собой ложный подход к вопросу о ценах и покупательной способности. Предполагается, что при прочих равных цены должны меняться пропорционально изменениям общего предложения денег. Это неверно.»